# Тоні Грем (тенісист)
Тоні Грем (англ. Tony Graham; нар. 29 жовтня 1956) — колишній американський тенісист.
Найвищу одиночну позицію світового рейтингу — 100 місце досяг 14 липня, 1980, парну — 88 місце — 4 січня, 1981 року.
Здобув 2 парні титули.
Найвищим досягненням на турнірах Великого шолома було 3 коло в парному розряді.

## Фінали за кар'єру

### Одиночний розряд (1 поразка)
| Результат | W/L | Дата | Турнір    | Покриття | Суперник       | Рахунок  |
| --------- | --- | ---- | --------- | -------- | -------------- | -------- |
| Поразка   | 0–1 | 1981 | Стоу, США | Тверде   | Браян Готтфрід | 3–6, 3–6 |

### Парний розряд (2–1)
| Результат | W/L | Дата | Турнір                | Покриття | Партнер      | Суперники                      | Рахунок       |
| --------- | --- | ---- | --------------------- | -------- | ------------ | ------------------------------ | ------------- |
| Перемога  | 1–0 | 1980 | Лагос, Нігерія        | Ґрунт    | Брюс Ніколз  | Челль Юганссон Лео Палін       | 6–3, 0–6, 6–3 |
| Поразка   | 1–1 | 1981 | Окленд, Нова Зеландія | Тверде   | Білл Скенлон | Ферді Тейган Тім Вілкінсон     | 5–7, 1–6      |
| Перемога  | 2–1 | 1981 | Мауї, США             | Тверде   | Метт Мітчелл | Джон Александер Джеймс Ділейні | 6–3, 3–6, 7–6 |